# Teuthowenia
Teuthowenia Chun, 1910 è un genere di molluschi cefalopodi appartenente alla famiglia Cranchiidae.

## Descrizione
I membri del genere Teuthowenia hanno il mantello di forma grossolanamente conica che si assottiglia nella parte posteriore in una punta acuta sulla cui parte subterminale si trovano le pinne, che sono lunghe e strette e si estendono per il 40-60% della lunghezza del mantello. Il mantello è formato da un tessuto coriaeo ma ha la parete molto sottile. Gli occhi sono grandi e orientati verso la testa, ogni globo oculare porta tre fotofori. I tentacoli sono brevi e muscolosi, la clava tentacolare è solo poco più larga del resto del tentacolo. Le ventose tentacolari sono poste su un lungo peduncolo. Sulla parte distale dello stelo del tentacolo sono presenti ventose in quattro serie alternate a cuscinetti.
Il mantello può misurare fino a 38-40 cm di lunghezza.

## Distribuzione e habitat
Le tre specie del genere sono presenti nell'oceano Atlantico nelle fasce fredde, temperate e subtropicali e nell'oceano Antartico. Un individuo di T. megalops è stato catturato nel mar Mediterraneo occidentale.
Si tratta di un genere strettamente pelagica che frequenta acque a profondità diverse secondo lo stadio ontogenetico: i giovanili e le paralarve sono riscontrabili nella zona epipelagica dalla superficie a 300 metri, i giovanili hanno abitudini mesopelagiche e si possono trovare fino a 600 metri, gli stadi giovanili successivi si spostano ancora più in profondità fino ad almeno 1000 metri mentre gli individui maturi si possono definire batipelagici e si incontrano tra i 1500 e i 2700 metri. Teuthowenia effettua migrazioni nictemerali.

## Biologia

### Comportamento
T. megalops quando minacciato da un predatore adotta un particolare comportamento difensivo rigonfiando il mantrello di acqua di mare e ritraendo i tentacoli dentro il mantello fino ad assumere una forma quasi sferica; se il disturbo persiste può rilasciare l'inchiostro all'interno della cavità del mantello assumendo un colore nero opaco.

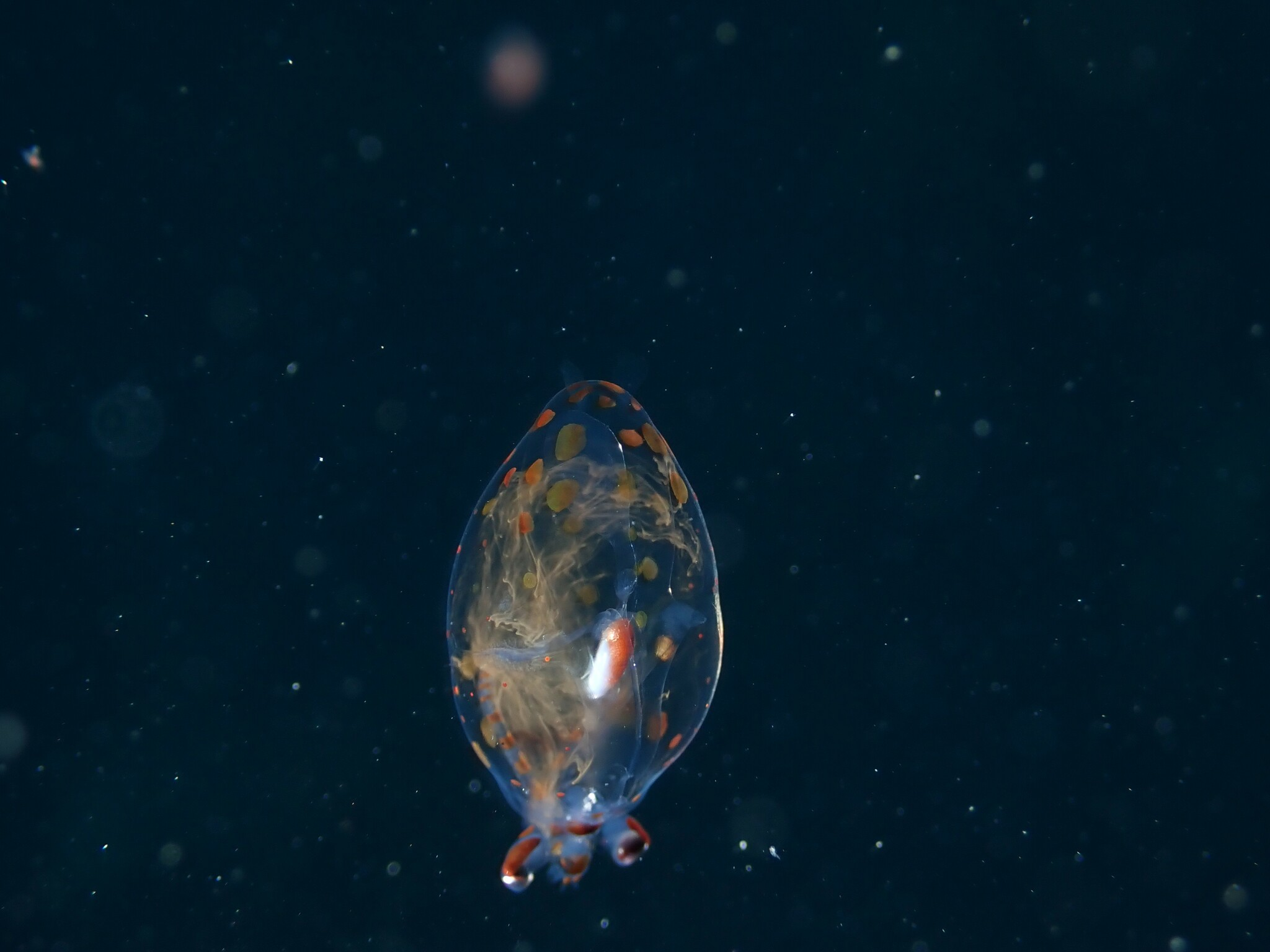
T. pellucida in atteggiamento di difesa, senza emissione di inchiostro.

### Predatori
Sono noti casi di predazione da parte di pesci spada, tonni, Alepisaurus, verdesche, squali goblin, pesci martello smerlati, albatri fuligginosi, capodogli, globicefali, iperodonti boreali e delfini.

## Tassonomia
Il genere comprende tre specie::
- Teuthowenia maculata (Leach, 1817)
- Teuthowenia megalops (Prosch, 1849>)
- Teuthowenia pellucida (Chun, 1910)